# Strongylopus rhodesianus
Espèce
Synonymes
- Rana grayi rhodesiana Hewitt, 1933

Statut de conservation UICN

 VU B1ab(iii)+2ab(iii) : Vulnérable
Strongylopus rhodesianus est une espèce d'amphibiens de la famille des Pyxicephalidae.

## Répartition
Cette espèce est endémique du centre-Sud-Est de l'Afrique. Elle se rencontre au-dessus de 1 000 m d'altitude, :
- dans l'est du Zimbabwe ;
- sur le mont Gorongoza au Mozambique.

## Étymologie
Son nom d'espèce lui a été donné en référence à la Rhodésie, ancien nom du Zimbabwe.

## Publication originale
- Hewitt, 1933 : On new and rare frogs from Chirinda Forest. Occasional Papers of the National Museum of Southern Rhodesia, vol. 6, p. 12.